# سنتز کاربازول بوخرر
سنتز کاربازول بوخرر(به انگلیسی: Bucherer carbazole synthesis) یک واکنش شیمیایی است که برای سنتز کاربازول‌ها از نفتل‌ها و آریل هیدرازین‌ها با استفاده از سدیم بی‌سولفیت به کار می رود. این واکنش به نام هانس تئودور بوخرر نامگذاری شده است. 